# Janet Fitch
Janet Fitch, née le 9 novembre 1955 à Los Angeles, est une écrivaine américaine, connue plus particulièrement pour son livre Laurier blanc (White Oleander) adapté au cinéma en 2002.

## Biographie
Janet est née à Los Angeles et a grandi dans une famille de lecteurs invétérés.
Diplômée du Reed College (Portland, Oregon), elle décide de devenir historienne.